# Barry Wordsworth
Barry Wordsworth (* 20. Februar 1948 in Worcester Park, Surrey) ist ein englischer Dirigent.

## Leben
1973 wurde Barry Wordsworth zweiter Dirigent des Tourneeorchesters des Royal Ballet und 1974 Chefdirigent des Sadler’s Wells Royal Ballet. 1987 gab er diesen Posten auf, um Orchestermusik zu dirigieren, blieb aber offizieller Gastdirigent der Kompanie.
Von 1989 bis 2006 war Wordsworth Chefdirigent des BBC Concert Orchestra und trägt heute den Titel eines Conductor laureate. Von 1990 bis 1995 war Wordsworth Musikdirektor des Royal Ballet, Covent Garden und übernahm diesen Posten erneut ab 2007; von 2005 bis 2008 war er darüber hinaus Musikdirektor des Birmingham Royal Ballet. Seit 1989 ist er Chefdirigent des Brighton Philharmonic Orchestra.
In Wordsworths Diskografie findet sich neben Standardrepertoire eine große Menge britischer Musik des 20. Jahrhunderts sowie Operette und Musical. 1993 dirigierte er die Last Night of the Proms in einem ausschließlich britische Musik umfassenden Programm. Seine Zusammenarbeit mit dem New Queen’s Hall Orchestra, mit dem er Orchesterwerke von Wagner im Aufführungsstil um 1900 einspielte, blieb ohne weitreichende Folgen.